# Зализняк, Леонид Львович
Леони́д Льво́вич Зализня́к (род. 19 января 1951, Киев) — советский и украинский археолог. Доктор исторических наук, профессор, заведующий отделом археологии каменного века Института археологии НАН Украины. Член специализированных советов по защите докторских диссертаций Института археологии НАН Украины и Киевского национального университета имени Т. Шевченко, руководитель магистерской программы «Археология и древняя история Украины» Национального университета «Киево-Могилянская академия», член редакционной коллегии ряда периодических изданий, представитель Украины в Комиссии по палеолиту Международного общества протоисториков.

## Биография

### Детство
Леонид Львович Зализняк родился 19 января 1951 года в Киеве. Его предки по отцовской линии были активными участниками антибольшевистского восстания 1919—1921 годов в Холодном Яру. Отец, Левко Митрофанович Зализняк, через месяц после рождения сына был отправлен в ссылку в Сибирь как «враг народа». Вскоре арестовали и мать — Ирину Андреевну Котляренко. Детские годы Леонида прошли у тётки, в Амвросиевке в Донбассе. Археологией будущий учёный заинтересовался ещё в школе. Посещал археологический кружок — сначала школьный, а затем в 9—11 классах — в Киевском дворце пионеров имени Островского, где и заинтересовался археологией каменного века. Позднее в 1970—1980 годах он сам будет руководить этим археологическим кружком, с которого вышел целый ряд известных археологов. Кружок станет ядром археологической секции Малой академии наук Украины, которую Л. Л. Зализняк возглавлял около 30 лет.

### Студенческие годы
На исторический факультет Киевского национального университета им Т. Г. Шевченко Зализняк поступил в 1971 году со второй попытки. Перед этим он работал лаборантом в Институте археологии АН УССР, служил в армии. Обучаясь в университете, работает в Закарпатской и Крымской экспедициях Института археологии, ведет собственные разведки. Уже в эти годы он определился с будущей своей специализацией — мезолит Полесья. Заканчивал университет Л. Л. Зализняк в 1977 году уже достаточно зрелым археологом, имея в своём активе ряд лично открытых археологических памятников каменного века. В 1978 г. Институт археологии АН УССР отправляет его в составе делегации молодых и перспективных исследователей от Украины на археологическую стажировку в Югославию (Македонию), а в 1979 и 1980 гг. — в экспедицию Института археологии АН СССР на архипелаг Шпицберген (Норвегия).

### Научная и педагогическая деятельность

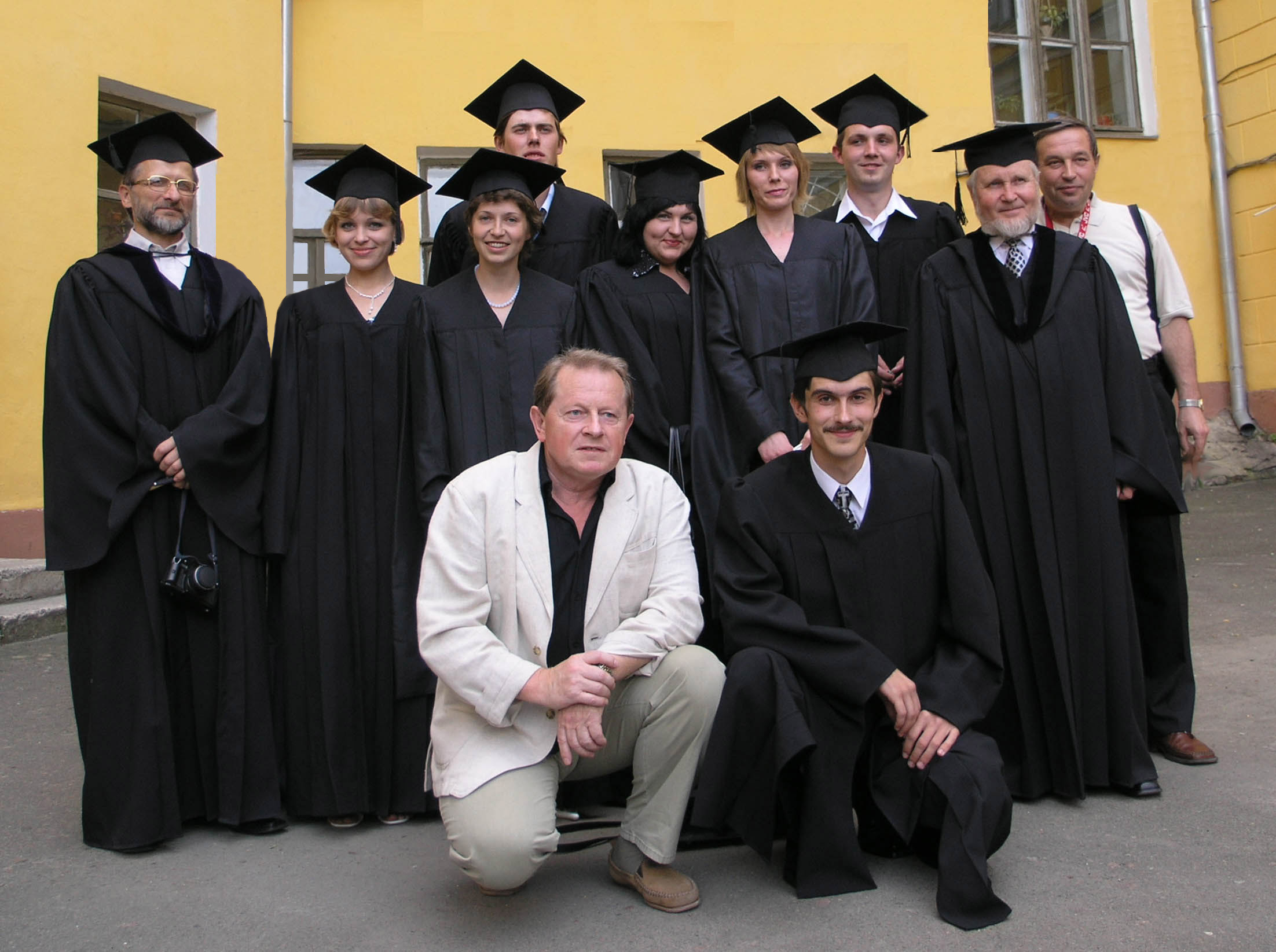
Л. Л. Зализняк (первый слева в нижнем ряду), преподаватели НаУКМА и студенты-магистры

В конце 1978 г. Л. Л. Зализняк подаёт на обсуждение в отдел археологии каменного века Института археологии АН УССР свою кандидатскую диссертацию. Тема диссертации — «Мезолит Юго-Восточного Полесья» — в значительной степени была обеспечена материалами, которые были добыты собственными поисковыми работами. В 1979 году он защитил кандидатскую диссертацию. Переведенный на должность научного сотрудника Института археологии УССР, Л. Л. Зализняк ещё активнее занимается исследовательской деятельностью. Каждый год принимает участие в археологических экспедициях, открывает и исследует новые стоянки, пишет статьи, подает в печать монографию «Мезолит Юго-Восточного Полесья». Постепенно для молодого ученого объектом изучения становится вся территория Украинского Полесья. В 1980—1982 гг. Л. Л. Зализняк исследовал мезолитические памятники археологии Новгород-Северского Полесья, но в 1983 г., в связи с подготовкой Свода памятников археологии Ровненской и Волынской областей, исследователь перенёс свои основные археологические работы на Западную Волынь. В 1989 г. Л. Л. Зализняк защищает докторскую диссертацию по теме «Население Полесья в финальном палеолите и мезолите».
Получив степень доктора наук, а вскоре и должность ведущего научного сотрудника отдела каменного века Института археологии, ученый обращает своё внимание на проблемы периодизации и культурной дифференциации финального палеолита и мезолита всей Украины. Собственное видение проблем, изложенное в двух десятках научных статей, он обобщает в четырёх монографиях: «Предыстория Украины X—V тис. до н. э.», «Финальный палеолит Юго-Запада Восточной Европы», «Финальный палеолит и мезолит континентальной Украины», «Мезолит запада Восточной Европы».
В 1993 г. не покидая основной работы в Институте археологии НАН Украины, Л. Л. Зализняк становится сотрудником созданного при Киевском Национальном университете им. Т. Г. Шевченко научно-исследовательского Института украиноведения, где работает более десяти лет. С 1994 г. он читает лекции в Национальном университете «Киево-Могилянская академия», где в 2000 г. при его непосредственной инициативе открывается первая на Украине специализированная магистерская программа подготовки профессиональных археологов — «Археология и древняя история Украины». Непосредственно при программе действует возглавляемая Л. Л. Зализняком Археологическая экспедиция НаУКМА. В 2000 г. Л. Л. Зализняку присваивают звание профессора и назначают заведующим отдела археологии каменного века Института археологии НАН Украины.

## Научный вклад
Л. Л. Зализняк является автором около 300 научных трудов, из которых 12 монографий, 4 учебных пособия для ВУЗов, 4 научно-популярные книги, многочисленные авторские разделы в коллективных монографиях и многочисленные научно-популярные статьи в журналах и газетах. Научные взгляды исследователя известны далеко за границей. Так, две его монографии, посвященные проблемам финального палеолита и мезолита Полесья, изданы на английском языке в Берлине и Оксфорде. Основной темой научных трудов Л. Л. Зализняка являются проблемы археологии каменного века и палеоэтнологии. В сферу научных интересов входит материальная культура и образ жизни в позднем палеолите, мезолите и неолите. Происхождение индоевропейцев и их археологические соответствия территории Украины. Украиногенез. Полагал, что экономика СССР базировалась на азиатском способе производства.

## Научные труды
Археологические работы
- Мезолит Юго-Восточного Полесья. — К.: Наукова думка, 1984 . — 120 с.
- Культурно — хронологическая периодизация мезолита Новгород-Северского Полесья // Памятники каменного века Левобережной Украины. — К.: Наукова думка, 1986. — С. 74 — 142.
- Охотники на северного оленя Украинского Полесья в эпоху финального палеолита. — К.: Наукова думка, 1989. — 182 с.
- Население Полесья в мезолите. — К.: Наукова думка, 1991. — 172 с.
- The Swidrian Reindeer-Hunters of Eastern Europe. — Wilkau-Husslau, 1995. — 212 р.
- Mezolithic Forest Hunters in Ukrainian Polessye. — British Archaeology Reports[англ.]. — № 659. — Oxford, 1997. — 140 р.
- Найдавніше минуле України. — К.: Наукова думка, 1997. — 80 с.
- Передісторія України Х-V тис. до н.е. — К., 1998. — 307 с.
- Фінальний палеоліт Північного-Заходу Східної Європи. — К., 1999. — 284 с.
- Свідерські стоянки біля с. Лютка. — Луцьк, 2002. — 60 с. (у спів. з П.Петровським).
- Археологія України. Курс лекцій. — К., 2005. — 504 с. (у співавтор. з В.Отрощенком, К.Бунятян, В.Зубарем, Р.Терпиловським, О.Моцею).
- Фінальний палеоліт. Мезоліт // Україна: хронологія розвитку. — К., 2007. — С.64-87.
- Мезоліт заходу Східної Європи // Кам’яна доба України. — Вип.12. — 2009. — 27 д.а.

Работы по этнографии
- Україна в Російській імперії. — К., 1994. — 128 с.
- Нариси стародавньої історії України. — К., 1994. — 256 с.
- Походження українського народу // К., 1996. — 80 с.
- Від склавинів до української нації. — К., 1997. — 256 с.
- Первісна історія України. — К.: Вища школа[укр.], 1999. — 264 с.
- Україна серед світових цивілізацій. — К., 2001. — 96 с.
- Від склавинів до української нації // К., 2004. — 256 с. (Видання друге, доповнене).
- Біля витоків етнічного поділу людства // Етнічна та етнокультурна історія України. — К.: Наукова думка, 2005. — С.5-68.
- Походження українців: між наукою та ідеологією. — Темпора, 2008. — 104 с.